# Philippe Washer
Philippe Washer, né le 6 août 1924 à Bruxelles et mort le 27 novembre 2015 à Genève, est un ancien joueur de tennis belge des années 1940 et 1950.
Il a été l'un des joueurs de tennis les plus titrés de l'histoire du tennis belge avec 9 titres de champion de Belgique en simple et 10 en double. Membre emblématique de l'équipe de Belgique de Coupe Davis, il est notamment connu pour la paire prolifique qu'il a formé avec Jacky Brichant dans les années 1950. Ils ont remporté la finale de la zone Europe en Coupe Davis en 1953 et 1957. Il connut une grande popularité en Belgique à la suite de sa victoire sur Nicola Pietrangeli à Bruxelles en 1957.

## Biographie
Il est le fils du joueur de tennis Jean Washer. Sa mère, Simone van der Straeten, était la petite fille de l'industriel Ernest Solvay, fondateur de la société Solvay, spécialisée dans le domaine de la chimie. Il a trois frères : Paul qui deviendra directeur de la compagnie, Jacques qui est décédé en 1979 dans le crash d'un avion à Athènes, et Édouard, cadre dans une entreprise.
Meilleur joueur de tennis junior belge en 1940, la guerre l'empêche de jouer et il s'engage en 1944 dans les commandos où il combat en Allemagne jusqu'en août 1945. En 1948, sa famille a sauvé de la faillite le Royal Léopold Club de Bruxelles, club dont il sera le président entre 1983 et 1994 et restera l'un des principaux actionnaires.
Bien qu'ayant commencé le tennis à haut niveau en 1946, il déclare avoir commencé à jouer sérieusement en 1949 lorsque Jacky Brichant est entré dans l'équipe de Coupe Davis. C'est par ailleurs dans cette compétition qu'il s'est surtout distingué. Hormis quelques exceptions en Grand Chelem, Washer a rarement brillé dans les compétitions internationales. D'après lui, il a fait partie des 15 meilleurs joueurs de l'époque sur terre battue.
Après sa carrière, il s'est retiré en Suisse et fit des affaires avec Léopold de Borman, fils de Paul de Borman et Anne de Selliers de Moranville. Ils ont pendant un temps importé du matériel sportif des États-Unis et d’Angleterre. Il a également exercé des activités dans le domaine de l'immobilier et du mobilier. En plus de sa carrière au tennis, il fut un joueur de golf émérite, membre de l'équipe nationale pendant 20 ans (1948-1968). Il jouait aussi fort bien au squash et au hockey sur glace.

## Carrière
En 1954, il s'est qualifié pour la troisième fois de sa carrière pour les huitièmes de finale à Wimbledon (après 1948 et 1949). Il élimine l'Américain Art Larsen, tête de série n°6 (10-12, 7-5, 6-2, 9-7) avant de s'incliner contre l'Egyptien Jaroslav Drobný (8-6, 10-8, 6-3). En double, il est parvenu à atteindre les quarts de finale en 1950 et les demies en 1953.
Très à l'aise sur terre battue, il s'est qualifié à quatre reprises pour les huitièmes de finale à Roland-Garros, à chaque fois avec une grande facilité. Il fut en revanche moins chanceux au Tournoi de Wimbledon. En effet, entre 1952 et 1954, il fut battu à chaque fois par le futur vainqueur du tournoi.
Plusieurs blessures ont ralenti sa carrière dans les années 1950. Il est même absent pendant toute la saison 1956 à cause d'une opération au dos. Il fait un ultime retour en 1957, où il atteint de façon inattendue les quarts de finale à Roland-Garros.

### Coupe Davis
Il débute en Coupe Davis en 1946, associé à Pierre Geelhand de Merxem. En 1949, il fait la connaissance de Jacky Brichant, alors âgé de 19 ans. Ils jouent leur première rencontre contre la Hongrie.
En 1952, ils atteignent la finale de la zone Europe grâce à une victoire sur la France à Roland-Garros. Washer ayant remporté ses deux simples contre Robert Abdesselam et Paul Rémy. Ils s'inclinent contre les Italiens à Milan sur le score de 3-1. Ils prennent leur revanche contre ces derniers dès l'année suivante en demi-finale (3-2), puis battent les Danois Torben Ulrich et Kurt Nielsen en finale sur le même score. Lors de la demi-finale inter-zone qui se déroule en Australie car tenante du titre, ils ne font qu'une bouchée des Indiens (5-0). Ils s'inclinent en finale contre les Américains Tony Trabert et Vic Seixas 4 à 1.
En 1957, après avoir battu les Britanniques en demi, ils retrouvent les Italiens pour la finale de la zone européenne sur les courts du Léopold Club devant 8 000 personnes. Washer bat aisément Giuseppe Merlo lors du premier match mais perd ensuite le double. Lors du match décisif, il parvient à renverser contre toute attente Nicola Pietrangeli au cours d'un match épique qui se déroula sur deux jours en raison de l'obscurité (6-4, 3-6, 6-8, 7-5, 6-2). Ils retrouvent de nouveau les Américains en finale inter-zone. Ils échouent 3 à 2 malgré la victoire de Washer sur Herbert Flam. Il rejouera en Coupe Davis entre 1959 et 1961 mais seulement en double avec Jacky Brichant.
Il aura joué un total de 64 matchs en simple (46 victoires) et 38 en double (20 victoires) en 39 rencontres pendant 16 ans, ce qui fait de lui le deuxième joueur le plus prolifique de l'équipe après Brichant. Il détient également le record de victoires en double.

## Palmarès

### Titres en simple
- 1948 : Deauville
- 1949 : Ostende
- 1950 : Indian Hard Courts (Madras)
- 1957 : Beyrouth

### Finales en simple
- 1948 : International Championships of Egypt (Alexandrie)
- 1949 : Verviers
- 1950 : Western India Championships (Bombay)
- 1955 : Knokke-le-Zoute
- 1957 : Verviers, International Championships of Egypt (Le Caire)

### Autres performances
- Championnats de Belgique de tennis :
  - Vainqueur en simple en 1945, 1946, 1947, 1948, 1949, 1951, 1952, 1953 et 1954.
  - Vainqueur en double en 1945, 1947 et 1948 avec Pierre Geelhand, et en 1949, 1951, 1952, 1953, 1954, 1955 et 1957 avec Jacky Brichant.
  - Vainqueur en double mixte en 1946 avec Myriam de Borman et en 1951 avec G. Marcq.
- Championnats de Belgique de squash
  - Vainqueur en 1945 et 1954[4].

## Parcours dans les tournois duGrand Chelem

### En simple
| Année | Open d'Australie | Open d'Australie | Internationaux de France | Internationaux de France | Wimbledon       | Wimbledon     | US Open        | US Open   |
| ----- | ---------------- | ---------------- | ------------------------ | ------------------------ | --------------- | ------------- | -------------- | --------- |
| 1946  | —                | —                | —                        | —                        | 1er tour (1/64) | L. Bergelin   | 2e tour (1/32) | E. Moylan |
| 1947  | —                | —                | 1/8 de finale            | P. Pellizza              | 1er tour (1/64) | B. Falkenburg | —              | —         |
| 1948  | —                | —                | 1/8 de finale            | E. Sturgess              | 1/8 de finale   | T. Mottram    | —              | —         |
| 1949  | —                | —                | 3e tour (1/16)           | D. Mitić                 | 1/8 de finale   | F. Sedgman    | —              | —         |
| 1950  | —                | —                | 2e tour (1/32)           | I. Dorfman               | 3e tour (1/16)  | F. Sedgman    | 3e tour (1/16) | H. Flam   |
| 1951  | —                | —                | —                        | —                        | 1er tour (1/64) | G. Mulloy     | —              | —         |
| 1952  | —                | —                | 2e tour (1/32)           | I. Dorfman               | 3e tour (1/16)  | F. Sedgman    | 1/8 de finale  | G. Mulloy |
| 1953  | —                | —                | —                        | —                        | 3e tour (1/16)  | V. Seixas     | —              | —         |
| 1954  | —                | —                | 1/8 de finale            | E. Morea                 | 1/8 de finale   | J. Drobný     | —              | —         |
| 1955  | —                | —                | 1/8 de finale            | G. Merlo                 | 2e tour (1/32)  | L. Hoad       | —              | —         |
| 1957  | —                | —                | 1/4 de finale            | H. Flam                  | 2e tour (1/32)  | K. Nielsen    | —              | —         |
| 1961  | —                | —                | —                        | —                        | 1er tour (1/64) | F. Hainka     | —              | —         |

N.B. : à droite du résultat se trouve le nom de l'ultime adversaire.

### En double
| Année | Open d'Australie | Open d'Australie | Internationaux de France | Internationaux de France | Wimbledon                 | Wimbledon             | US Open | US Open |
| ----- | ---------------- | ---------------- | ------------------------ | ------------------------ | ------------------------- | --------------------- | ------- | ------- |
| 1950  | —                | —                | —                        | —                        | 1/4 de finale J. Brichant | J. Drobný E. Sturgess | —       | —       |
| 1953  | —                | —                | —                        | —                        | 1/2 finale J. Brichant    | L. Hoad K. Rosewall   | —       | —       |

N.B. : le nom du ou de la partenaire se trouve sous le résultat ; le nom des ultimes adversaires se trouve à droite.

### En double mixte
| Année | Championnats d'Australie | Championnats d'Australie | Internationaux de France | Internationaux de France | Wimbledon | Wimbledon | US National | US National |
| 1954  | -                        | -                        | 1/2 finale N. Adamson    | M. Connolly Lew Hoad     | -         | -         | -           | -           |

Sous le résultat, la partenaire ; à droite, l'ultime équipe adverse.

## Distinctions
- En 1957, il reçoit avec son partenaire de double Jacky Brichant le Trophée national du Mérite sportif pour son parcours en Coupe Davis[5].